# 金融大改革
金融大改革（Big Bang），或“金融大爆炸”，特指发生在1986年伦敦金融城的政策变革。该变革旨在大幅度减少监管。
改革后，外国财团被允许购买英国上市企业，伦敦金融城投资银行和经纪公司的构成和所有权发生了翻天覆地的变化。金融城引入更国际化管理作风，使用电脑和电话等电子交易方式取代了过去传统的面对面谈价，使竞争激烈程度剧增。
此后相似的措施，如2001年日本金融市场的减少管制的政策，也被称为“ 大改革”或“大爆炸”，即“Big Bang”。